# Moulton (Iowa)
Moulton – miasto w Stanach Zjednoczonych, w stanie Iowa, w hrabstwie Appanoose. W 2000 roku liczyło 658 mieszkańców.